# Girolamo Imparato

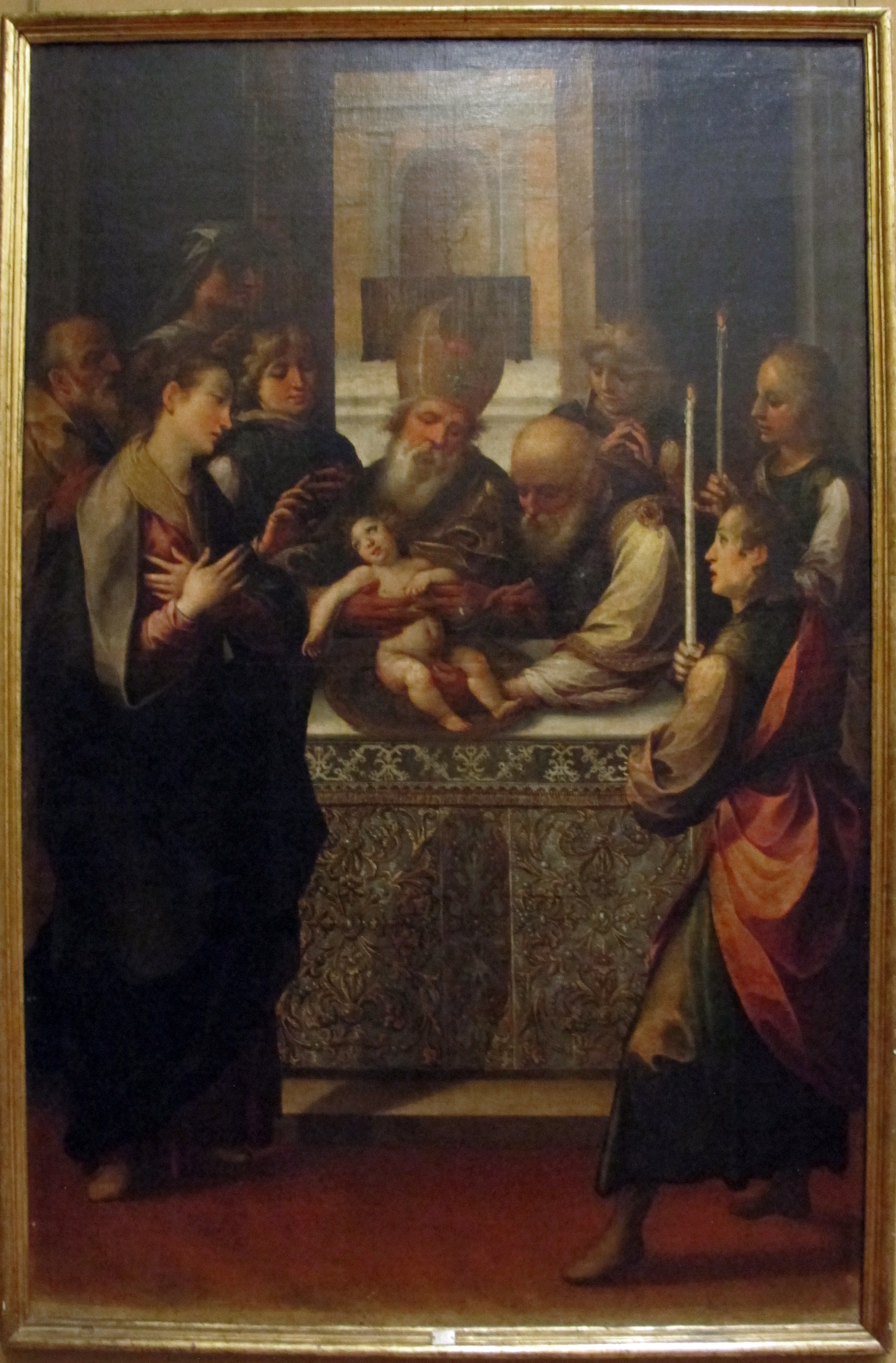
Circoncisione (1606 circa), Capodimonte

Girolamo Imparato, o Imperato, (Napoli, 1549 – 1607), è stato un pittore italiano,  esponente del Manierismo a Napoli.

## Biografia
Figlio d'arte (suo padre era il pittore Francesco Imparato), il primo lavoro che gli viene attribuito è una tela raffigurante l'Assunta nella chiesa di San Pietro in Vinculis, datata 1571. L'attribuzione è però dubbia; una sua opera catalogata con certezza è invece l'Annunziata di Castiglione Cosentino (1591). Fra le opere di incerta paternità vi è anche la Pala di Sant'Anna nella chiesa del Carmine a Cagliari, del 1583.
Il suo stile è fortemente influenzato dall'ambiente pittorico napoletano in cui cresce ed opera, e in particolare da Marco Pino e da Teodoro d'Errico. Con quest'ultimo fra l'altro collaborò per la decorazione del soffitto della chiesa di Santa Maria Donnaromita (intorno al 1585-90).
Un'altra sua opera di notevole pregio è una tavola raffigurante una Madonna delle Grazie con Santi, custodita presso l'Oratorio della Confraternita dei Bianchi dello Spirito Santo, sempre a Napoli.
Dipinti di Girolamo Imparato decorano il soffitto a cassettoni della Cattedrale di Napoli, a fianco di altre tele di Fabrizio Santafede. La sua mano ha inoltre ornato, insieme al Corenzio, la seconda cappella della navata sinistra della Chiesa del Gesù Nuovo.
Insieme ai principali artisti napoletani dell'epoca (fra cui Francesco Curia, Fabrizio Santafede e Belisario Corenzio) partecipa alla decorazione del soffitto in legno dorato della chiesa di Santa Maria la Nova, ornato fra il 1598 ed il 1603 da 46 dipinti in stile manierista.
Un suo dipinto ritraente la Deposizione dalla Croce si trova nella chiesa Chiesa del Carmine a Gallipoli, sede della Confraternita di Maria Santissima del Monte Carmelo e della Misericordia Orazione e Morte.
Alla sua morte, avvenuta a Napoli nel 1607, il completamento delle sue opere incompiute viene affidato al nolano Marco Mele.

## Opere
- Battesimo di Cristo (Chiesa di Santa Maria delle Grazie, Massa Lubrense)
- Natività (1602) (Chiesa del Nuovo Gesù,Napoli)